# المظفر سوم محمود
المظفر سوم محمود (انگلیسی: Al-Muzaffar Mahmud II; unknown – 1300)، امیر ایوبی حمات از سال ۱۲۸۴ تا ۱۳۰۰ میلادی بود.